# Garudinodes bicolorana
Garudinodes bicolorana är en fjärilsart som beskrevs av George Thomas Bethune-Baker 1908. Garudinodes bicolorana ingår i släktet Garudinodes och familjen björnspinnare. Inga underarter finns listade i Catalogue of Life.